# André-Maurice Pihouée
André-Maurice Pihouée, né le 11 mars 1933 au Port et mort le 30 juin 2023 à Saint-Pierre à La Réunion, est un homme politique français. Il est député de 1993 à 1997.

## Biographie
Radiologue de profession, il est élu député dans la 4e circonscription de La Réunion lors des élections législatives de 1993. Alors que son mandat est écourté à la suite d'une dissolution parlementaire décidée par Jacques Chirac, il est battu par Élie Hoarau et quitte l'Assemblée nationale le 21 avril 1997,.
Il est également conseiller général pour le canton de Saint-Pierre-2 de 1984 à 2015 et un temps vice-président du conseil général de La Réunion. Tête de liste aux élections régionales partielles de 1993 (soutenu par le RPR), il obtient 14,8 % des voix et 7 élus, alors qu'il est concurrencé à droite par le député André Thien Ah Koon.
De nouveau candidat lors des élections régionales de 1998 face à deux autres listes de droite dites « départementalistes » (celles de Jean-Paul Virapoullé et de Margie Sudre), il s'incline avec 14,2 %, obtenant 8 élus au conseil régional.
Président de la fédération réunionnaise du RPR, il démissionne en octobre 1999, sur fond de désaccord avec l'état-major du parti. En 2008, il quitte le groupe UMP au conseil général pour protester contre la réélection de Nassimah Dindar à la tête de l'institution par une coalition de gauche, du MoDem et divers droite.
André-Maurice Pihouée meurt le 30 juin 2023 à l'âge de 90 ans,.